# Marek Biliński
Marek Biliński (ur. 17 maja 1953 w Szczecinie) – polski kompozytor muzyki elektronicznej, a także multiinstrumentalista wykorzystujący elektroniczne instrumenty klawiszowe. Absolwent Akademii Muzycznej w Poznaniu. Członek Akademii Fonograficznej ZPAV, Stowarzyszenia Artystów Wykonawców Utworów Muzycznych i Muzyczno-słownych (SAWP) i Stowarzyszenia Autorów ZAiKS. Autor i wykonawca takich przebojów instrumentalnych jak: „Ucieczka z Tropiku”, „Dom w Dolinie Mgieł” czy „Fontanna Radości”.

## Początki
Pochodzi z rodziny o tradycjach muzycznych, siostra ojca była nauczycielką gry na fortepianie, a ojciec grywał w domu na tym instrumencie. Szkołę muzyczną Marek Biliński rozpoczął w klasie skrzypiec, później grał na fortepianie, klarnecie, kontrabasie, perkusji, gitarze basowej. Na uczelni studiował w klasie kontrabasu i ukończył ją z wynikiem bardzo dobrym.
Podczas studiów zaczął uprawiać muzykę jazzową i rockową. Interesował się wykorzystaniem instrumentów elektronicznych w muzyce, wynikiem czego było powstanie zespołu HEAM, grającego muzykę podobną do zespołu SBB, przez fanów zwany "małe SBB". W zespole HEAM grał m.in. z gitarzystą Wojciechem Hoffmannem (późniejszym liderem grupy heavy metalowej Turbo).

## Kariera
W drugiej połowie lat 70. muzyk grał w grupie HEAM z którą zdobył "Złotego Kameleona" na Wielkopolskich Rytmach Młodych w Jarocinie w 1975. Szczytowym osiągnięciem artystycznym zespołu była współpraca z Haliną Frąckowiak i wspólna trasa koncertowa po ZSRR w 1978. Następnie założył zespół Arbiter Elegantiarum (1979–1980) z którym 8 czerwca 1980 wystąpił w koncercie wieczornym podczas Ogólnopolskiego Przeglądu Muzyki Młodej Generacji w Jarocinie – obok Kasy Chorych i Porter Bandu. Również od 1980 grał w grupie Bank, z którą nagrał dwie płyty Jestem panem świata... w 1982 (Złota Płyta) i Ciągle ktoś mówi coś w 1983. Popularność solową na rodzimym rynku muzycznym zdobył bestsellerowym albumem Ogród Króla Świtu (Złota Płyta) oraz wideoklipem „Ucieczka z Tropiku”, który przez telewidzów uznany został za najlepszy klip 1984. W tym czasie występował w kraju i za granicą (koncertował m.in. w Berlinie, Hamburgu, Bremie, Pradze, Moskwie i Kuwejcie), zaś w plebiscytach na najpopularniejszego instrumentalistę przez pięć kolejnych lat (1981–1985) zajmował pierwsze miejsce.
Lata 1986–1990 spędził w Kuwejcie jako wykładowca w Akademii Muzycznej. Okres ten zaowocował kompozycjami z wpływami muzyki arabskiej. Z powstałych w tym okresie, w Polsce najbardziej znana była fantazja symfoniczna „Twarze Pustyni”. Utwór ten miał uświetnić obchody 30-lecia niepodległości Kuwejtu, lecz agresja Iraku uniemożliwiła realizację tego przedsięwzięcia. Po wojnie w Zatoce Perskiej „Twarze Pustyni” wraz z diaporamą fotografika Jacka Woźniaka, reprezentowały Kuwejt na Światowej Wystawie EXPO ’92 w Sewilli.
Po powrocie do Polski wydał płytę Dziecko Słońca i nagrał recital dla TVP2 pt. „Muzyczne Opowiadania”, a jako kompozytor, muzyk i juror gości w audycjach radiowych i telewizyjnych. Ukazały się także kompaktowe reedycje wszystkich wydanych wcześniej albumów. Jego muzyka pojawiła się w filmach kinowych i telewizyjnych (m.in. Przyjaciel wesołego diabła i Bliskie spotkania z wesołym diabłem), jak również w teleturnieju – Koło Fortuny, Gali Wręczenia Nagród Polskiego Przemysłu Fonograficznego – Fryderyki ’96, Fryderyki ’97 i na płytach CD w kraju i na świecie, głównie w USA (The Minden Pictures Collection).
W plebiscycie czytelników „Naj, Naj, 1995...” branżowego pisma „Muzyk” Marek Biliński został uznany najlepszym kompozytorem i najlepszym wirtuozem syntezatorów.
Pod koniec listopada 1995 na scenie Teatru Wielkiego w Poznaniu odbyła się premiera baletu dla dzieci „Dziecko Słońca” w choreografii Ewy Wycichowskiej i wykonaniu Polskiego Teatru Tańca. Inspiracją baletu była płyta artysty Dziecko Słońca.
W lipcu 1996 w Złotowie artysta wystąpił z międzynarodowym składem na multimedialnym koncercie – „Początek Światła”, gdzie zostały wykonane i zilustrowane laserem, światłem i obrazem najważniejsze jego utwory. Koncert ten rejestrowała TVP1, emisja odbyła się 1 września 1996.
W listopadzie 1998 w Filharmonii Narodowej w Warszawie na jubileuszowym koncercie z okazji 30-lecia pracy artystycznej Agnieszki Duczmal i Orkiestry Kameralnej Amadeus miała miejsce premiera suity „Refleksje I—IV” na orkiestrę kameralną i baterię perkusji. Poszczególne części noszą nazwy miejsc, gdzie koncertowała orkiestra Agnieszki Duczmal. Utwór ten spotkał się z entuzjastycznym przyjęciem. W dniu premiery „Refleksje” były wydane na płycie CD-singel.

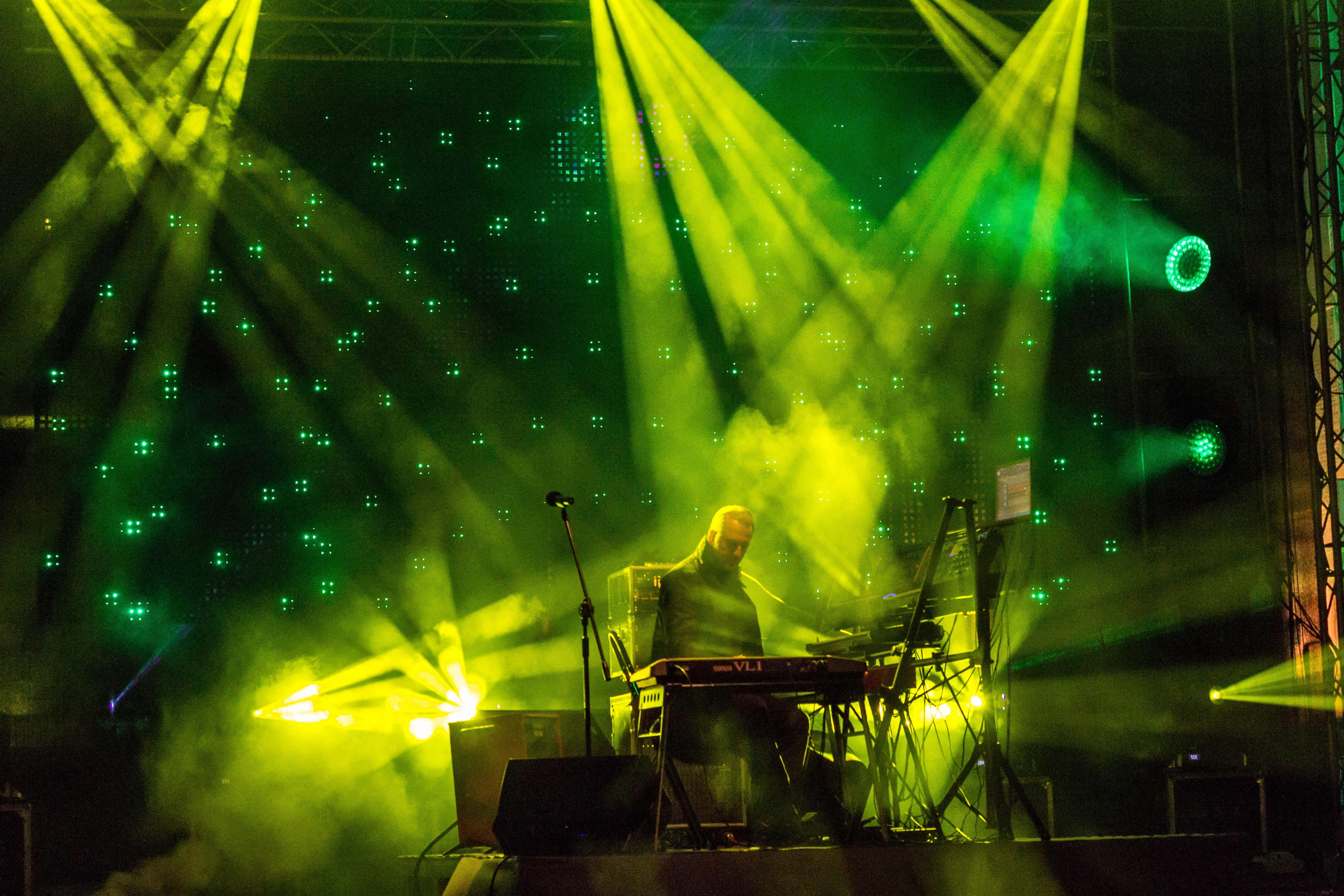
Koncert w styczniu 2013

Jako jeden z pierwszych w kraju i w tej części Europy, wykonał multimedialne plenerowe koncerty muzyki i światła w Szczecinie (1993) i w Krakowie (1994), które oglądało łącznie blisko 50 000 widzów.
Inne ważniejsze koncerty multimedialne:
- 12 marca 2000 koncert – Gniezno – 2000 – Dźwięk – Ogień – Światło – Kolor – 1000 lat Zjazdu Gnieźnieńskiego – Zjazd Pięciu Prezydentów – z Markiem Bilińskim wystąpiło 11 wykonawców z wykorzystaniem największych bębnów w Europie – transmisja na żywo TVP1,
- 21 czerwca 2003 w Gdańsku pobrzeże Motławy – wyspa Ołowianka – Noc Świętojańska – koncert multimedialny, w którym obok zaproszonych znanych wykonawców m.in. Piotr Cugowski, wystąpili tancerze na łodziach.

W 2014 ukazała się kompilacja na winylu i na CD płyta Best Of The Best[7] z najbardziej znanymi utworami artysty. Do współpracy i opracowania graficznego tego wydawnictwa został zaproszony czeski artysta Lukáš Brežák występujący jako Surgery Minor Kunst[8].
W tym okresie koncerty live zostały wprowadzone na wyższy poziom techniczny i wizualny. Nastąpiło odbudowanie wizerunku poprzez założenie profili społecznościowych. 

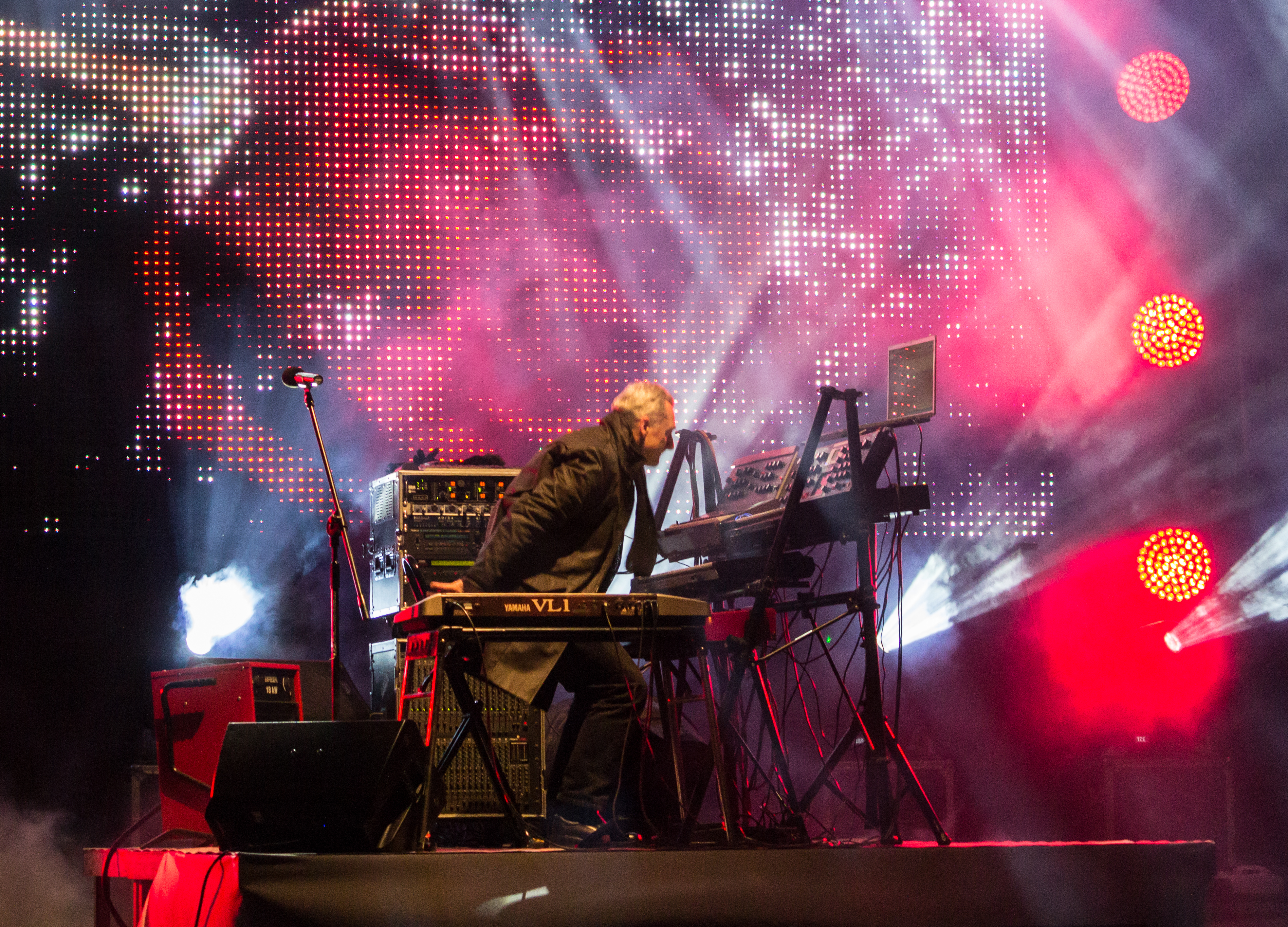
Królewski Festiwal Światła w Warszawie, 2013

Do każdego koncertu był zapraszany VJ Nocny Marek, znany ze świecenia na tak wielkich wydarzeniach jak Audioriver. Wizualizacje były specjalnie przygotowane do każdego występu wraz z pokazami laserowymi. Stosowano też większe sceny oraz kopułowe zadaszenia. 
W nowej oprawie graficznej pojawił się specjalny box czterech kaset magnetofonowych: The Best Of, Dziecko Słońca, E≠mc² oraz Ogród Króla Świtu. 
W 2017 została wydana płyta z koncertu w Filharmonii im. Mieczysława Karłowicza w Szczecinie, który odbył się 11 listopada 2015[13]. Było to wydanie dwupłytowe CD i DVD pod tytułem Life Is Music[14]. Po raz pierwszy w działalności tej instytucji cały koncert był przesyłany na żywo poprzez transmisję strumieniową na kanale Youtube[15]. 
Management artysty z sukcesem udostępnił dla wszystkich fanów całą płytotekę Bilińskiego na najważniejszych muzycznych platformach cyfrowych takich jak iTunes, Spotify czy Amazon. Fakt dotyczący nowych wydań docenił japoński pisarz muzyczny Hiroaki Shikata, który opublikował okładki w swojej najnowszej książce wydanej w Japonii pt. Eastechno. 
W 2017 pod koniec października w Łodzi na festiwalu SOUNDEDIT’17 artysta otrzymał nagrodę producentów muzycznych „Człowiek Ze Złotym Uchem” za pionierskie dokonania w dziedzinie produkcji muzycznej. 
W maju 2018 został odznaczony Srebrnym Medalem „Zasłużony Kulturze Gloria Artis”.
Od 2019 do 2022 artysta wydał wszystkie nagrane dotychczas płyty na winylu i CD w odświeżonej szacie graficznej i z remasterowanym dźwiękiem w sumie 9 albumów. 
W 2023 powstał film dokumentalny pt. „Marek Biliński - życie jest muzyką” w reżyserii Grzegorza Brzozowicza. 
1 czerwca 2024 Marek Biliński odsłonił swoją gwiazdę w Alei Gwiazd Polskiej Piosenki w Opolu. 

## Dyskografia

### Albumy studyjne
- Ogród króla świtu (1983, Wifon LP053)
- E≠mc² (1984, Polton LPP-010)
- Wolne loty (1986, Polton LPP-026)
- Ucieczka do tropiku (1987, Polton PC-029) – album wydany na kasecie[16]
- Dziecko Słońca (1995)
- Fire (2008, Bi Ma)
- Mały Książę (2010)

### Single i minialbumy
- „Fontanna radości” / „Taniec w zaczarowanym gaju” (1982, Tonpress S460)
- „Dom w Dolinie Mgieł” / „Ucieczka z tropiku” (1983, Tonpress S488)
- Porachunki z bliźniakami (1984, Polton MSP001)
- „Kosmiczne opowiadania” / „Gorące lato” (1985, Tonpress S584)
- Refleksje I-IV (1998)

### Albumy koncertowe
- Life is Music CD/DVD (2017)
- Po drugiej stronie światła (2021)

### Kompilacje
- Marek Biliński The Best of (1998)
- Best of the Best (2014)

### Splity
- Mabi Plays World Hits (1993)

## Inna twórczość muzyczna

### Muzyka filmowa
- List gończy – 1985, Studio Filmowe Kadr
- Przyjaciel wesołego diabła – 1986, Se-Ma-For
- Bliskie spotkania z wesołym diabłem – 1988, Se-Ma-For
- Przyjaciele wesołego diabła – 1988, serial TV, Se-Ma-For

### Muzyka teatralna
- Romeo i Julia – Zamość
- Hamlet – Warszawa
- Brat Naszego Boga – Płock
- Kreacja – Szczecin

### Muzyka baletowa
- Mały Książę – TVP 1985
- Dziecko Słońca – Polski Teatr Tańca 1996

### Muzyka w TVP
Utwory Marka Bilińskiego były w latach 80. wykorzystywane w programach TVP. Kompozytor nagrywał także specjalne wersje swoich utworów dla programów telewizyjnych.
- „Rambit” – utwór „Wolne loty – Stare, dobre czasy”, wykorzystany w czołówce teleturnieju dla młodzieży w latach 1983–1988.
- „Panorama dnia” – remix utworu „Wolne loty – Stare, dobre czasy”, stworzony specjalnie do czołówki programu informacyjnego w latach 1987–1991.
- „Koło Fortuny” – dynamiczna wariacja utworu „Pieśń świtu” z płyty „Dziecko Słońca”, stworzona specjalnie do czołówki teleturnieju Koło Fortuny w latach 1994–1998.

## Odznaczenia
- Krzyż Kawalerski Orderu Odrodzenia Polski (2025)[17]
- Srebrny Medal „Zasłużony Kulturze Gloria Artis”[18]